# 池間大橋

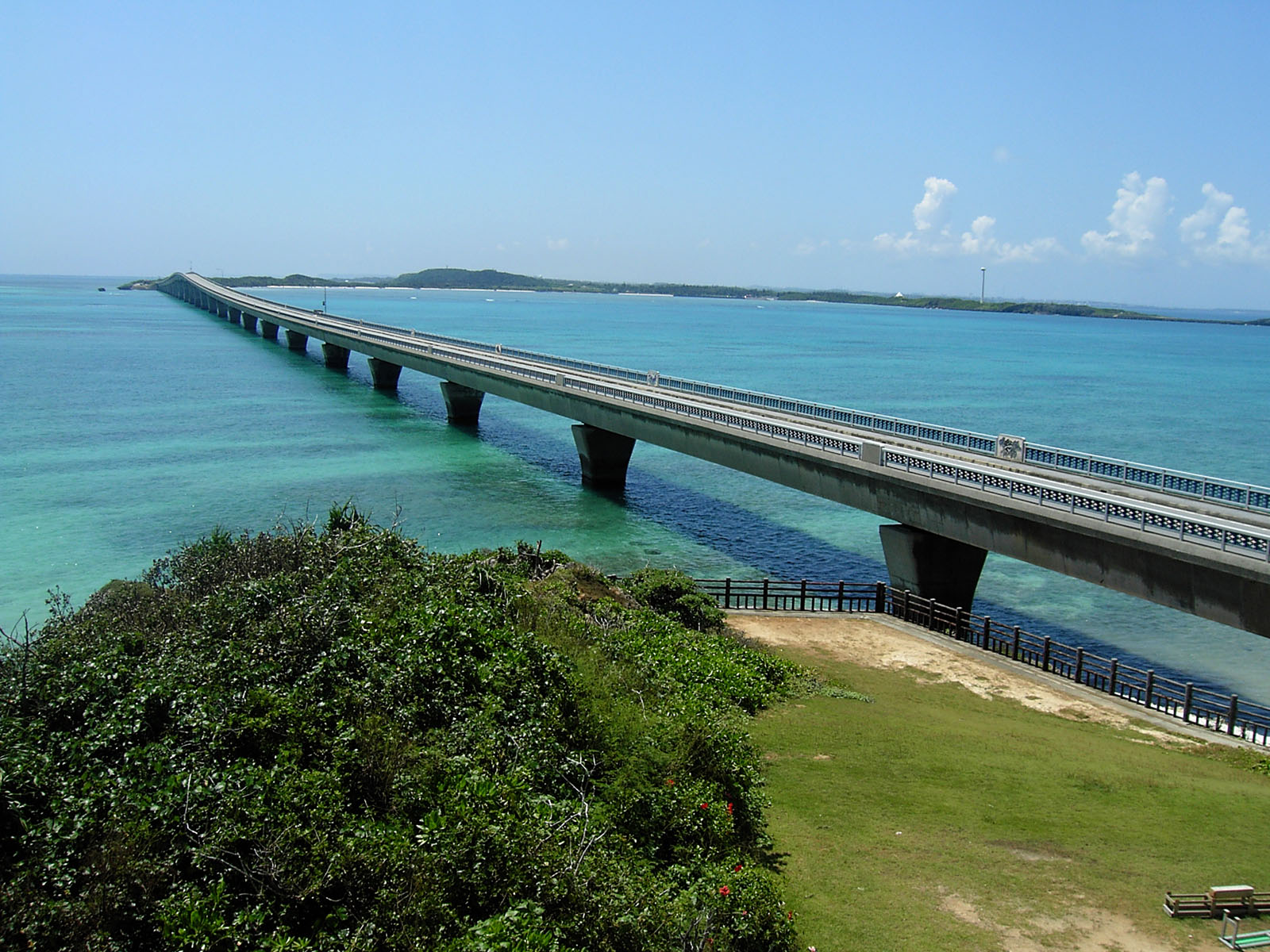
池间大桥

池間大橋（／）是一座位于冲绳县宫古岛市西北部的桥。池間大橋全长1,425米，连接了宫古岛和池间岛。
大桥于1992年2月通车，并在1995年3月来間大橋建成前是冲绳县内最长的桥。